# Schweizer Badmintonmeisterschaft 1976
Die Schweizer Badmintonmeisterschaft 1976 fand vom 7. bis zum 8. Februar 1976 in Herisau statt.

## Finalergebnisse
| Disziplin    | Sieger                           | Finalist                         | Ergebnis     |
| ------------ | -------------------------------- | -------------------------------- | ------------ |
| Herreneinzel | Edy Andrey                       | Roland Heiniger                  | 15-13, 15-11 |
| Dameneinzel  | Liselotte Blumer                 | Claudia von Büren                | 11-2, 11-1   |
| Herrendoppel | Claude Heiniger Roland Heiniger  | Edy Andrey Hubert Riedo          | 15-8, 15-13  |
| Damendoppel  | Liselotte Blumer Mireille Drapel | Annette Schoch Claudia von Büren | 15-2, 15-9   |
| Mixed        | Edy Andrey Liselotte Blumer      | Claude Heiniger Claudia Schoch   | 15-8, 15-7   |